# Référendum constitutionnel micronésien de 1991
Le référendum constitutionnel micronésien de 1991, qui s'est tenu le 2 juillet, a pour objet la soumission au vote de 26 amendements constitutionnels élaborés par une Convention Constitutionnelle et le Congrès des États fédérés de Micronésie en 1990. Un amendement doit être approuvé à une majorité des trois quarts dans trois des quatre États. Quatre amendements seulement sont finalement adoptés.

## Contexte

### Référendum sur la tenue d'une Convention Constitutionnelle
L'article XIV de la Constitution des États fédérés de Micronésie impose la tenue tous les dix ans d'un référendum demandant à la population si elle souhaite l'organisation d'une Convention constitutionnelle pour réviser ou amender la Constitution. Le Congrès adopte en mai 1988 la loi publique 5-46 organisant ce référendum en même temps que les prochaines élections législatives. Le président John Haglelgam signe ce texte le 25 mai 1988. Le 7 mars 1989, la question posée par le référendum reçoit une réponse positive à 71 %. Dans le détail, les États de Chuuk et Pohnpei y sont très favorables, respectivement à 71 % et 80 %. Ils sont une légère majorité à la vouloir dans l’État de Yap (54,5 %) et y sont pour la plupart opposés à Kosrae (44 %). L'année suivante se tient donc une nouvelle Convention constitutionnelle dont les membres sont élus le 9 janvier 1990,.

### La Convention constitutionnelle
| Circonscription     | Chuuk | Kosrae                                                               | Pohnpei                                                                                      | Yap                                          |
| ------------------- | --- | -------------------------------------------------------------------- | -------------------------------------------------------------------------------------------- | -------------------------------------------- |
| Chefs traditionnels | Susumu Aizawa Masachiro Christlib | /                                                                    | Nanmwarki Ioanis Artui Iso Nahnken Salvador Iriarte                                          | Alfonso Luguliol Andrew Ruepong              |
| District            | Ritis Heldart Suda Rayel Sichiuo Kichiro Camillo Noket Tosiwo Nakayama Soukichi Fritz Sabino Asor John Petewon Chutomu Nimwes Asterio Takesy James A. Naich | Wilton J. Mackwelung Yosiwo P. George Reed G. Nena's Kun N. Sigrah's | Judah C. Johnny Bethwel Henry Yosuo Phillip Leo A. Falcam Resio Moses Daro Weital Olter Paul | Martin Yinug Robert A. Ruecho Aloysius Tuuth |
| Total               | 13 | 4                                                                    | 11                                                                                           | 3                                            |

La constitution de 1975 est perçue comme ayant été rédigée pour répondre aux demandes des paluans et des marshallais qui, finalement, ne l'ont pas ratifié. En outre, avec le Traité de libre-association, le gouvernement national reçoit un important afflux financier qui lui octroie un pouvoir très important sur la vie fiscale du pays, beaucoup trop que ce qui avait été initialement envisagé par les délégués de la convention de 1975. En retour, cet argent donne aux États-Unis un degré d'autorité sur la politique micronésienne qui mécontente la population. En affaiblissant le pouvoir central, les délégués de la convention de 1990 craignent cependant de renforcer l'emprise américaine. Sur les 104 amendements proposés, 77 visent en tout ou en partie à transférer le pouvoir ou l'argent, ou les deux, du gouvernement national aux États. La constitution de 1975 pourrait en être totalement bouleversée.
Le Congrès des États fédérés de Micronésie se sentant menacé dans ses attributions élève plusieurs obstacles au bon déroulement de la Convention. Il impose sa tenue à Pohnpei mais fait des difficultés pour libérer ses propres installations, alloue une allocation de seulement 30 jours avec une possibilité de prolongement de 15 jours alors qu'il n'y a eu aucune réunion préparatoire, et souhaite imposer le consensus en dernière lecture pour l'adoption des amendements. La convention, siégeant, parvient à abaisser cette norme à une majorité des trois quarts, soit 24 délégués sur 31, malgré l'opposition de Kosrae.
Lors de la convention, Kosrae dispose de 4 délégués, au prorata de la population totale du pays. Ils sont opposés à la tenue de la Convention et souhaitent un système qui leur donne un pouvoir égal aux autres. La plupart des délégués de Chuuk, au nombre de treize, veulent bouleverser le système actuel et arguent que la répartition équitable du pouvoir et du financement ne peut être réalisée qu'en les répartissant sur la base de la population. La délégation a des difficultés a conserver sa cohésion en raison d'une opposition entre l'est et l'ouest des îles Truk, divergences politiques qui ont mené à une tentative de séparatisme. Les cinq Yapais ont pour objectif l'unité nationale et ne cherchent pas à imposer d'idées particulières, même s'ils ont un attrait particulier sur les sujets liés à la protection et à la préservation des coutumes locales. Quant aux neuf Ponhpéiens, ils sont partagés entre un désir d'unité et un sentiment d'échec du fédéralisme. Leurs préoccupations sont un contrôle étatique sur les migrations, les prérogatives judiciaires et le droit foncier, car les terres sont rares dans les îles.
Le manque de temps et les tensions entre les différents États, plus préoccupés par leurs propres nécessités que par l'intérêt commun ont fait échouer de nombreux amendements. De ce fait, seules quatre propositions, résultats de l'antagonisme commun des États envers le gouvernement national, sont acceptées.

### Liste des amendements proposés au référendum
Le Congrès des États fédérés de Micronésie soumet au vote populaire, le 2 juillet 19091, deux propositions d'amendements et la Convention constitutionnelle, vingt-quatre.

#### Les amendements soumis par le Congrès des États fédérés de Micronésie
L'un des amendements du Congrès est une modification de la durée du mandat des sénateurs. L'ensemble de ces derniers serait élu pour quatre ans. Elle entraînerait la modification des articles 8 et 11 du chapitre IX et de l'article 4 du chapitre X. L'amendement est rejeté. Il l'avait déjà été le 3 mars 1987 et l'est à nouveau le 7 mars 1995 et le 8 mars 2011.
Le deuxième amendement vise à donner plus de pouvoirs au chef de la justice nationale. L'article 9 du chapitre XI précisant qu'il « affecte les juges parmi les divisions d'un tribunal et confie des affectations spéciales aux juges de la Cour suprême à la retraite et aux juges d'État et autres tribunaux » serait remplacé par : il « liste des juges avec des tâches spéciales »,.

#### Les amendements soumis par la Convention constitutionnelle
L'un des amendements majeurs soumis par la Convention constitutionnelle est l'abaissement de l'exigence de ratification d'une majorité des trois quarts (chapitre XIV, article 1) à une majorité simple dans trois États. Elle est refusée par les Chuukois, approuvée par les Yapais et les Pohnpeiens, mais est refusée de quelques voix par la population de Kosrae,.

## Compléments